# Mustela nivalis nivalis
Mustela nivalis nivalis es una subespecie de  mamíferos carnívoros  de la familia Mustelidae subfamilia Mustelinae.

## Distribución geográfica
Se encuentra en Eurasia.